# Анже
Анже (фр. Angers) град је на западу Француске и главни град департмана Мен и Лоара. Припада региону Земља Лоаре. По подацима из 2006. године број становника у месту је био 152.337. Лежи на обе обале реке Мен близу њеног ушћа у Лоару, на око 300 km југозападно од Париза.
Анже је главни град древне француске регије Анжу. Од деветог века био је под контролом моћне породице локалних феудалаца. Одавде је потекла енглеска краљевска породица Плантагенет, која је владала Енглеском од 12. века. Краљ Хенри II од Енглеске је овде саградио болницу Сен Жан која је данас музеј. Француски краљ Филип  је освојио Анже 1204. До Француске револуције у граду је радио знаменити универзитет основан у 14. веку.
У граду данас постоји велики и древни замак, као и катедрала светог Мориса из 12. века са импресивним паром торњева. Ближа околина града је позната по производњи поврћа и цвећа.

## Географија

### Локација
Анже се налази у самом центру департмана Мен и Лоара, на путу који повезује Париз и Атлантски океан. Град је смештен јужно од ушћа Лоара, Мајене и Сарта које заједно формирају реку Мен. Мена пролази кроз град и иде јужно према Лоари. Ушће три река и близина Лоаре чине природну раскрсницу која ја била погодан темељ за антички Juliomagus.
Град је удаљен 91 km од Нанта, 124 km од Рена, 132 km од Поатјеа и 297 km од Париза. Такође је удаљен 118 km од Порника, најближег приморског града, смештеног на обали Атлантика.
Надморска висина Анжеа варира од 12 до 64 м. Он је брдовит град, посебно обележен каменитим гребеном који доминира анжујском долином. На овом подручју постојао је древни град, тако да данас у Анжеу постоје градски дворац, катедрала и средњовековне одаје.
На северу и југу, где река Мене улази и излази из града, постоји доста острва, бара и плавних подручја која представљају уточиште за птице и типичну флору долине Лоаре. Језера Етанг Сен Николас и Лак де Мен, оба вештачка, су међу највећим зеленим површинама у граду.

### Градско подручје
Општина Анже граничи се са десет општина које формирају различита предграђа. То су (у смеру казаљке на сату): Аврије, Кантне Епинар, Екуфлан, Сан Бартелеми д'Анжуј, Трелазе, Ле Пон де Се, Сен Жем, Бушмен, Бокузе. 22 других осталих комуна даље чине са њима англомерацију Анже Лоара Метропола. Све ове комуне удаљене су тачно 17 km од Анжеа и заједно имају око 272.400 становника.

### Клима
Анже има веома благу климу, због положаја који заузима - између океанске и континенталне климе. Зиме су обично влажне, са оскудним мразевима и снежним падавинама, док су лета топла и сунчана.
| Клима (Анже)                | Клима (Анже) | Клима (Анже) | Клима (Анже) | Клима (Анже) | Клима (Анже) | Клима (Анже) | Клима (Анже) | Клима (Анже) | Клима (Анже) | Клима (Анже) | Клима (Анже) | Клима (Анже) | Клима (Анже)   |
| Показатељ \ Месец           | .Јан.        | .Феб.        | .Мар.        | .Апр.        | .Мај.        | .Јун.        | .Јул.        | .Авг.        | .Сеп.        | .Окт.        | .Нов.        | .Дец.        | .Год.          |
| --------------------------- | ------------ | ------------ | ------------ | ------------ | ------------ | ------------ | ------------ | ------------ | ------------ | ------------ | ------------ | ------------ | -------------- |
| Апсолутни максимум, °C (°F) | 17,1 (62,8)  | 21,2 (70,2)  | 24,8 (76,6)  | 29,7 (85,5)  | 32,8 (91)    | 37,5 (99,5)  | 39,8 (103,6) | 38,4 (101,1) | 34,5 (94,1)  | 29,8 (85,6)  | 21,6 (70,9)  | 19 (66)      | 39,8 (103,6)   |
| Средњи максимум, °C (°F)    | 8,3 (46,9)   | 9,4 (48,9)   | 12,8 (55)    | 15,6 (60,1)  | 19,4 (66,9)  | 23,1 (73,6)  | 25,3 (77,5)  | 25,4 (77,7)  | 22,1 (71,8)  | 17,3 (63,1)  | 11,7 (53,1)  | 8,6 (47,5)   | 16,6 (61,9)    |
| Просек, °C (°F)             | 5 (41)       | 5,7 (42,3)   | 8,2 (46,8)   | 10,4 (50,7)  | 13,9 (57)    | 16,2 (61,2)  | 19,2 (66,6)  | 19,1 (66,4)  | 16,5 (61,7)  | 12,7 (54,9)  | 8 (46)       | 5,6 (42,1)   | 11,8 (53,2)    |
| Средњи минимум, °C (°F)     | 2,8 (37)     | 2,5 (36,5)   | 4,4 (39,9)   | 6 (43)       | 9,5 (49,1)   | 12,3 (54,1)  | 14,2 (57,6)  | 14,1 (57,4)  | 11,5 (52,7)  | 9,1 (48,4)   | 5,3 (41,5)   | 3 (37)       | 7,9 (46,2)     |
| Апсолутни минимум, °C (°F)  | −15,4 (4,3)  | −12,8 (9)    | −10,6 (12,9) | −3,4 (25,9)  | −1,6 (29,1)  | 2,3 (36,1)   | 4,5 (40,1)   | 5,1 (41,2)   | 2,5 (36,5)   | −3,2 (26,2)  | −8 (18)      | −13,4 (7,9)  | −15,4 (4,3)    |
| Количина падавина, mm (in)  | 69,2 (27,24) | 54,8 (21,57) | 51,6 (20,31) | 56,6 (22,28) | 57,9 (22,8)  | 43,2 (17,01) | 52,1 (20,51) | 41,3 (16,26) | 55 (21,7)    | 71,8 (28,27) | 67,8 (26,69) | 72 (28,3)    | 693,3 (272,95) |
| [ тражи се извор ]          |              |              |              |              |              |              |              |              |              |              |              |              |                |

### Градска морфологија
Најстарије улице и зграде у Анжеу налазе се на рту, где и дворац. Градске структуре у овом делу града датирају из 13, 14. и 15. века. Војно присуство у граду потврђено је од 3. века, а неки остаци зидова античког града су још увек видљиви у основи дворца. Ови зидови били су изграђени да би заштитили град од напада германских племена 275. и 276. године.
Дворац је током средњег века био одбрамбени центар града, састављен од високих зидина и речних ланаца који су служили да спрече непријатељске бродове да дођу до Мене. Жидине су реконструисане 1230. и 1240. године, по налогу Луја IX. Данас су делови зидова још увек видљиви у улици Тусен и булевару Карно, као и неке куле, попут кула Тур Вијбон и Тур дез Англе.
Пре првог катастра (1810), град је одржавао много својих средњовековних граница: на рту око замка, са неким становима на другој обали Мене, четврт звана Ла Дутр. Тај део града доживео је брз развој током индустријске револуције и постао велика речна лука. Индустрија је била охрабрена фирмама попут Бесонон (фабрика текстила) и Коентро (дестилерија). После 1850, многа предграђа појавила су се око железничке пруге и даље, око каменолома шкриљца у Трелазеу. Упркос постојању луке у четврти Ла Дутр, демографски раст и урбана екстензија била је и даље важнија на источној обали Мене, на којој је био основан древни Juliomagus.
Центар средњовековног града реновиран је и проширен 1791. године. Place du Ralliement, главни градски трг, тада је изграђен на месту на коме су биле три цркве, које су уништене током француске револуције. Касније су и градске зидине биле замењене булеварима засађеним дрвећем. Архитектонски стил коришћен за градњу био је углавном хаусман, али неке зграде изграђене су и у стилу паладијанизма, сецесије и арт декоа.
После 1945. године и Другог светског рата, изграђено је неколико блокова солитера, а први од њих био је Бел-Беј, 1953. године. Индустријска активност се драстично променила: лучка активност је опала, док су се нове фабрике, попут Technicolor SA, појављивале. Током 1970-их, модернистички приступ на урбану екстензију био је замењен индивидуалном тачком гледишта, а све више кућа грађено је за средњу класу. Градско подручје је наставило да се проширује, мигрантни посао постао је нормалан, а све више тржних подручја грађено је у близини некадашњих села, која су тада била припојена граду. Због поплавних подручја која окружују град са севера и југа, Анже је могао да се шири само у правцу исток-запад.

### Зелене површине
С обзиром да се Анже налази на ивици светске баштине Долина Лоаре и на највећем речном ушћу у Француској, он има висок природни потенцијал, посебно видљив на острву Сен Обин, које се налази северно од центра града и покрива десетину од укупне површине града. Заштићено, острво је формирано од мочвара и природних ливада.
Најстарије зелене површине у граду датирају из доба ренесансе, када су ровови око замка претворени у баште. Сличне баште и врхове изградила је аристократија око својих кућа, тзв. hôtel particulier, а засађиване су и баште лековитих биљака око клиника и болница. Прва ботаничка башта у граду датира још из 18. века. Током 19. века изграђено је још њих, на пример башта Фармацеутског факултета и Roseraie. Први рекреациони парк изграђен је за време владавине Другог француског царства. Етанг Сен Николас, језеро направљено од бране на малој реци, било је заштићено од 1936. године.
Jardin du Mail, шеталиште које се налази изван булевара, изграђено је између 1820. и 1880. године на некадашњем Марсовом пољу, месту које су гарнизони користили за обуку и параде. Друго шеталиште, Франсоа Митеран, саграђено је 1999. године, заједно са баштом унутар Сен Серж пословног комплекса. Током 1960-их, шљункаре око реке Мене попуњене су водом и формирано је језеро Мен, које сада представља марину. Године 2010. инаугурисан је забавни парк Тера Ботаника у близини острва Сен Обин.

## Историја

### Праисторија
Први знак људског присуства у Анжеу датира око 40.000 година п. н. е. Постоји велики број остатака из неолита који укључују бројне полиране камене секире. Сахрањивање мртвих било је откривено у периоду између 4.500 и 3.500 година пре нове ере.
Током 5. века пре нове ере, Андекави, келтско племе, населили су се северно од реке Лоаре. До краја гвозденог доба, Анже је био релативно густо насељен град. Римско име за насеље Juliomagus је можда много старије, али његово појављивање пре 3. века није потврђено. Римски град се састојао од многих вила и купатила, а имао је и амфитеатар, као и митреум, храм посвећен Митри.
Узастопне инвазије Германа између 275. и 276. године приморале су становнике града да се крећу до највише тачке града и да изграде зид око малог простора површине 9 хектара.

### Средњи век
Анже је имао свог првог бискупа 372. године током избора Мартина Турског. Прва опатија, Сен Обин, саграђена је у 7. веку с циљем да чува мошти Светог Албинуса. Опатија Сен Серж изграђена је за време владавине меровиншког краља Хлодовеха II и Теодорика III век касније. Године 2008. десет франачких саркофага из тог периода откривена су када је црква Сен Морил померана ради изградње трамвајске конструкције.
ОД 850-их година је био у веома неповољној ситуацији јер се налазио на граници између Нормандије и Бретање. Септембра 851. године, Карло Ћелави и Ериспо (бретањски владар) састали су се у граду и потписали Уговор у Анжеу, који је осигурао независност Бретање и учврстио границе између ове две државе. Међутим, ситуација је остала опасна по Анже, и Карло Ћелави је 853. године изградио тампон-зону око Бретање која је садржала делове Анжуа, Турена, Мене и Сее, којима је владао Роберт Снажни, прадеда Ига Капета.
Године 870, викиншки поглавица Хастинг заузео је Анже и настанио се у њему све док га привремено расељени становници нису протерали. Он је поново преузео контролу над градом 873. године, пре него што га је каролиншки владар свргнуо са власти.
Фулк I Анжујски, потомак династије Каролинга, био је први виконт Анжеа (898—929) и Тура (898—909), а такође и гроф Нанта (909—919). Око 929. године он је узео титулу грофа Анжеа и основао прву Анжујску династију. Анже је касније постао престоница провинције Анжу.
Током 12. века, за време унутрашњих подела у Бретањи, Анжу је анектирао жупанију Нант. Хенри II Плантагенет је држао жупанију под своју власт више од 30 година. У исто време он је одбацио велико Плантагенетско царство, које се пружало од Пиринеја до Ирске. Дворац Анже је тада био седиште династије и врховног суда. Царство је нестало 1204/5. године када је француски краљ Филип  заузео Нормандију и Анжу. Од тада више није било анжујских грофова пошто је Филип II претворио Анжу у војводство.
Као део Француске краљевине, Анже је постао кључ краљевства, суочавајући се са још увек независном Бретањом. Године 1228, током владавине малолетног Луја IX, његова мајка, Бланка од Кастиље, као регент одлучила је да ојача град и обнови замак. Касније, током 1350-их и 1360-их, школе права, медицине и теологије, познате у Европи, организоване су у универзитете. Године 1373, Луј I, Анжујски војвода наручио је шест таписерија које илуструју Апокалипсу Светог Јована, данас познатих као Таписерије апокалипсе.

### Ренесанса
Краљ Рене I Напуљски допринео је економском опоравку града који је био десеткован од стране Црне смрти (1347—1359) и Стогодишњег рата (1337—1453). Као великодушан и човек од културе, Рене је трансформисао Анже у културни и политички центар и у њему држао седиште суда. Преуредио је област око замка и ровове претворио у баште и вртове.
Године 1474. краљ Луј IX, у покушају да освоји Анжу, дошао је до Анжеа са својом војском, тражећи кључеве града. Рене, тада 65 година стар, није желео да води рат против свог нећака, и предао своје поседе без борбе. Тако је Анжу престао да буде апанажа и пао је у краљеве руке. Након смрти, Рене је 1480. године сахрањен у катедрали Сен Морис.

## Демографија
Године 2009. Анже је имао 147.305 становника, 0,3% мање него десет година раније. То је 10. најмногољуднија општина у Француској, која је маскисмум становништва достигла 2006. године - 152.337 становника. Пописи се у граду спроводе од 1973. године.
Године 2009. градско подручје, које обухвата град Анже и још девет околних општина (укупно 188,6 km²) имао је 215.132 становника. Метрополска област у коју је укључено 133 општина, исте године имала је 394.710 становника на 2.353,8 km².
Становништво Анжеа је релативно младо - 48% становништва је млађе од 30 година, док је проценат становника старијих од 60 година 18,9%. Ово се делимично приписује томе да у граду постоје два универзитета, тако да су 21,3% становника ученици.
| 1962.   | 1968.   | 1975.   | 1982.   | 1990.   | 1999.   | 2006.   | 2011.   |
| ------- | ------- | ------- | ------- | ------- | ------- | ------- | ------- |
| 115.252 | 128.533 | 137.591 | 136.038 | 141.404 | 151.279 | 152.337 | 148.803 |

## Партнерски градови
- Пиза
- Оснабрик
- Бамако
- Виган
- Јантај
- Севиља
- Остин
- Харлем
- Седертеље